# Duris de Samos
Duris de Samos, historiador griego, descendiente de Alcibíades según su propio testimonio y el de Plutarco, nació hacia el 340 a. C. y murió en 270 a. C. Según parece, nació y pasó sus primeros años en el exilio, pues entre el 352 y el 324 a. C., Samos permaneció ocupada por colonos atenienses, que habían expulsado a los habitantes originales. Obtuvo la victoria en el pugilato infantil en los Juegos Olímpicos, e Hipias esculpió la estela con la inscripción de dicho triunfo. Durante algún tiempo gobernó como tirano en su isla natal. Se sabe por Plinio el Viejo que en 281 a. C. aún estaba vivo, puesto que menciona que en el transcurso de ese año estaba escribiendo.
Fue hermano del comediógrafo Linceo de Samos. A veces se ha asegurado que Duris fue discípulo en Atenas del filósofo peripatético Teofrasto, pero esta afirmación depende de una enmienda conjetural propuesta por Adamantios Korais al texto del Banquete de los eruditos de Ateneo. Si se mantiene el texto del manuscrito, habría sido Linceo, y no Duris, el discípulo de Teofrasto.

## Obras
Compuso numerosas obras, todas perdidas. Duris escribió una obra exhaustiva sobre la historia de Grecia y Macedonia, desde la Batalla de Leuctra hasta la muerte de Lisímaco (281 a. C.), que sirvió de base a Diodoro Sículo.
Dejó también una Historia de Agatocles, tirano de Siracusa. Escribió también unos Anales de la Historia de Samos, ordenados cronológicamente según la lista de los sacerdotes de Hera, frecuentemente citados por los escritores antiguos. Se le atribuye la autoría de varios tratados sobre cuestiones literarias y artísticas, como por ejemplo una obra sobre las tragedias de Eurípides y de Sófocles, titulada Sobre Eurípides y Sófocles.
Sobre las Macedónicas (Makedoniká), su principal obra, se cuestiona si formaba parte de una Historia de Grecia o si era una obra distinta. Esta obra abarca desde la muerte de Amintas III hasta la Batalla de Corupedio (370 a. C.-281 a. C.). Las Macedónicas fueron utilizadas por autores antiguos más tardíos para escribir la historia de los diádocos y del Reino de Macedonia:
- Plutarco, Vida de Eumenes, Vida de Demetrio.
- Marco Juniano Justino en el Epítome de las Historias Filípicas de Pompeyo Trogo xiii, xiv.

Según los fragmentos conservados, la obra de Duris demuestra mediante un ideal trágico una concepción de la historia alejada del pragmatismo de Tucídides y de la historiografía retórica; esto es, lo que se conoce como historiografía trágica. Duris da cuenta de pequeños detalles, de hechos anecdóticos que revelan el temperamento de los grandes hombres, la biografía trágica, que era el género predilecto de los peripatéticos, a los cuales estaba próximo.

## Valoraciones
Los autores notables de la Antigüedad no parecen haberle tenido en mucha estima como historiador. Al parecer, Jerónimo de Cardia escribió su Historia de los sucesores de Alejandro en reacción a las Macedónicas de Duris, presto al embellecimiento literario y a la dramatización. Plutarco pone en duda su fiabilidad, Dionisio de Halicarnaso habla con desprecio de su estilo, y Focio considera defectuosa la organización de su obra. Cicerón, en cambio, se refiere a él elogiosamente como un escritor hacendoso. Sólo nos han llegado unos pocos fragmentos de sus obras.
Según algunos historiadores modernos, Duris no hacía gala de una gran consideración hacia los macedonios. Su patriotismo griego le llevó a enfrentar a los virtuosos Demóstenes, Focio y Eumenes de Cardia a los diádocos, excesivos e inmorales. Poliperconte manifestaba un gusto inmoderado por la bebida; Demetrio Poliorcetes se perdía en el lujo y la templanza. Por ello, Claudio Eliano, que se inspiró en Duris, comparó negativamente los supuestos orígenes modestos de Antígono I Monoftalmos, Eumenes y Poliperconte. En cuanto a los comentarios de Duris sobre las costumbres de los diádocos, aquellos no mermaron su prestigio político. La Vida de Demetrio, que Plutarco extrajo en parte de las Macedónicas, no manifestaba ninguna hostilidad a los Antigónidas. Parece que Duris trató bien a Lisímaco, rey de la vecina Tracia. Pausanias, inspirándose en lo dicho por Duris, refutó las acusaciones de impiedad formuladas contra Lisímaco por Jerónimo de Cardia y atenuó su responsabilidad en la muerte de su hijo, Agatocles. Duris tampoco fue hostil a Casandro, protector de los peripatéticos, al cual Teofrasto dedicó un tratado, Peri basileas.